# Сегура-де-Торо
Сегура-де-Торо (ісп. Segura de Toro) — муніципалітет в Іспанії, у складі автономної спільноти Естремадура, у провінції Касерес. Населення — 192 особи (2010).
Муніципалітет розташований на відстані близько 190 км на захід від Мадрида, 90 км на північний схід від Касереса.

## Демографія
Динаміка населення (INE ):